# Department for Education and Skills

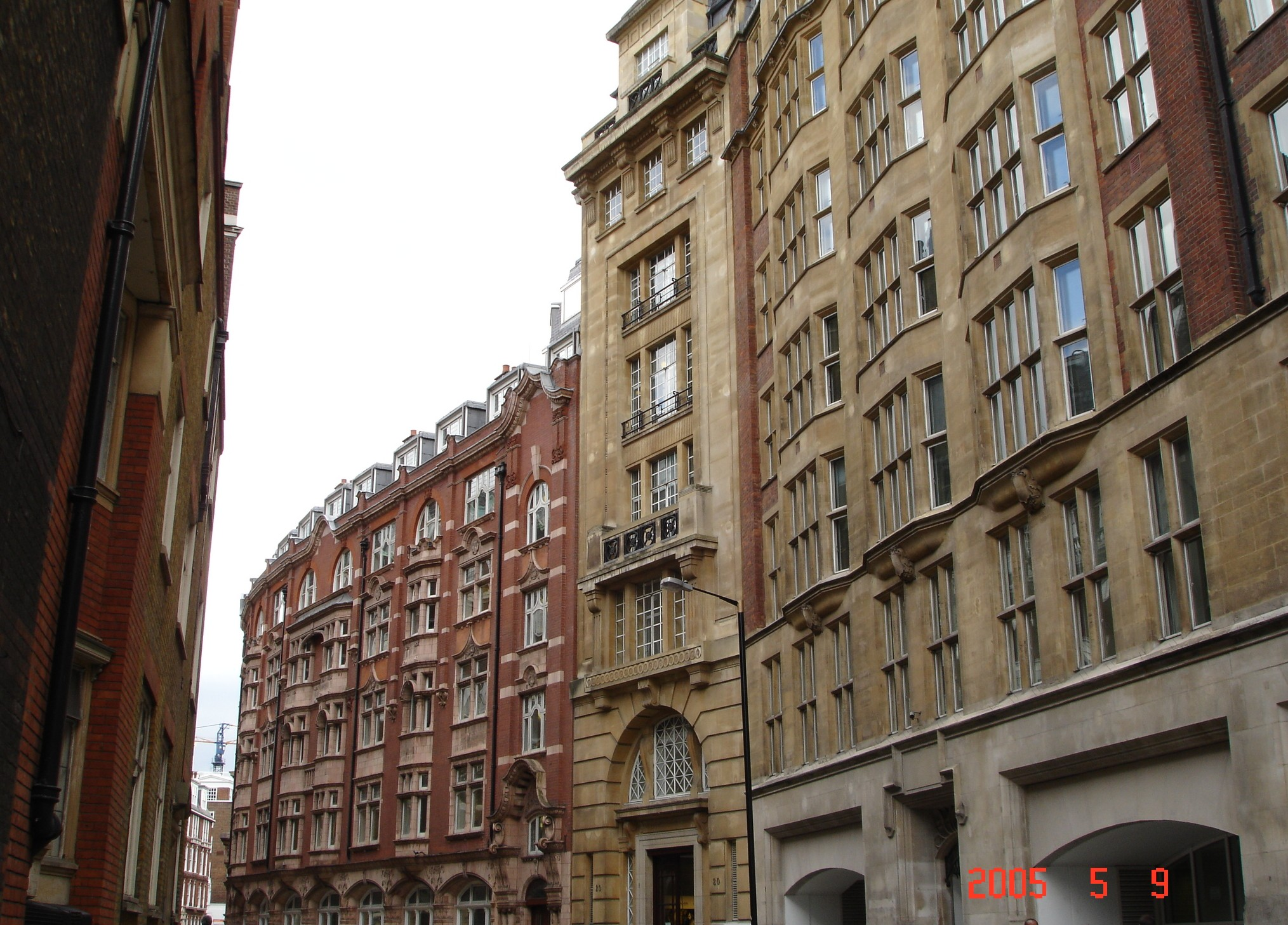
Os escritórios do DfES em Westminster

O Department for Education and Skills (DfES) é o departamento para a educação e as habilidades no governo do Reino Unido, criado em 2001. O departamento da educação e ciência foi criado em 1964 com a fusão dos escritórios do ministro de educação e do ministro da ciência, tendo Herbert Bowden (mais tarde Baron Aylestone) como ministro. Em 1992 as responsabilidades com a ciência foram transferidas para o gabinete oficial do serviço público e o departamento da ciência e da tecnologia, e o departamento foi renomeado para departamento de educação. Em 1995, o departamento foi fundido com o departamento de emprego para transformar-se no departamento para a educação e o emprego (DfEE). Após a eleição geral de 2001, as funções do emprego foram transferidas a um departamento recentemente criado para o trabalho e as pensões, com o DfEE que transforma-se no departamento para a educação e as habilidades (DfES). Os escritórios do DfES se localizam em quatro sedes: Londres (edifícios do Sanctuary ou casa de Caxton, ambos perto da abadia de Westminster), Sheffield (Moorfoot) Darlington (Mowden Salão) bem como em escritórios de governo.